# تشدید (فیزیک)

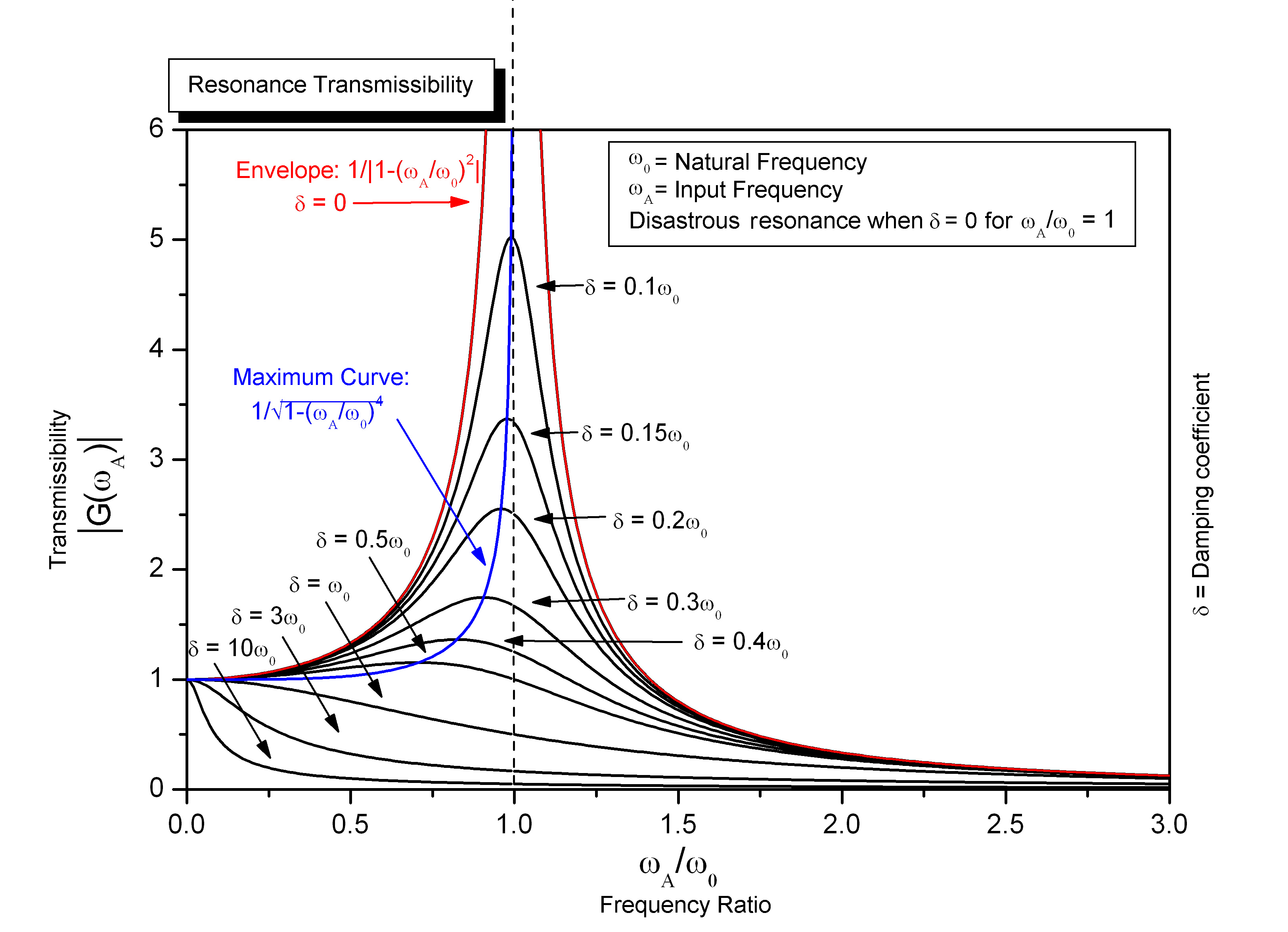
افزایش دامنه با کاهش میرایی در نزدیکی فرکانس تشدید در یک نوسانگر ساده هارمونیک میرا.

رزونانس (به انگلیسی: Resonance) یا تشدید به افزایش دامنه نوسان میرا ،زمانی که فرکانس یک نیروی خارجی متناوب اِعمالی به سیستم (یا یک مولفه فوریه آن) مساوی یا نزدیک به فرکانس طبیعی خود سیستم باشد می‌گویند. هنگامی که یک نیروی نوسانی در فرکانس تشدید یک سیستم دینامیکی اعمال شود، سیستم در دامنه بالاتر از زمانی که همان نیرو در سایر فرکانس‌های غیر تشدید اعمال می‌شود، نوسان می‌کند،به طور خلاصه یعنی  دامنه نوسان ان مدام بالا میرود.

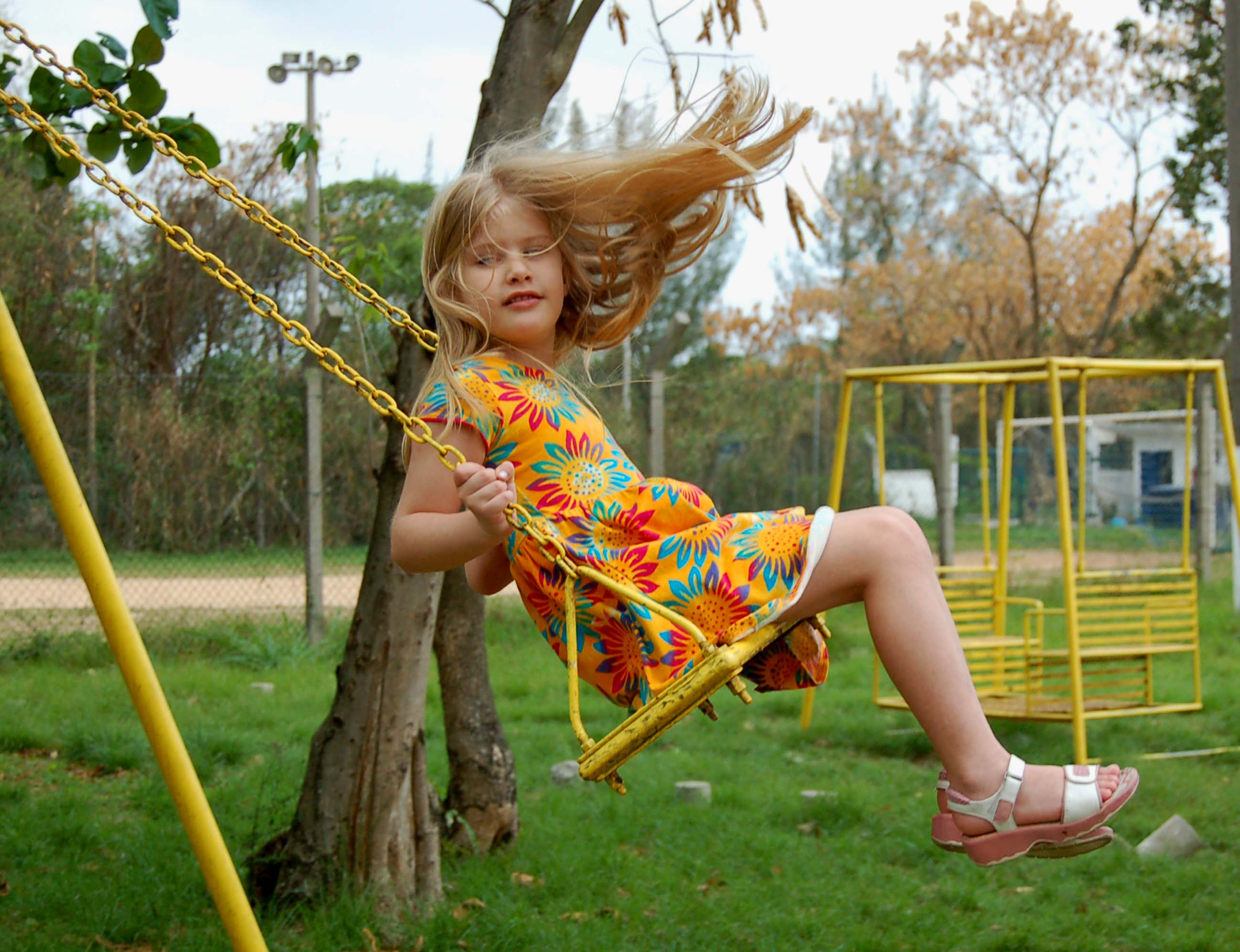
هل دادن یک نفر در تاب مثال متداولی از تشدید است. تاب که یک آونگ می‌باشد، یک فرکانس طبیعی نوسان دارد. اعمال نیروی دوره ای کمی با فرکانس طبیعی سیستم باعث تشدید دامنه و بزرگ شدن آن می‌شود. با اعمال نیروی نسبتاً زیاد ولی نامساوی با فرکانس طبیعی سیستم نمی‌توان یک دامنه بزرگ ایجاد کرد.

فرکانس‌هایی که دامنه پاسخ در آنها ماکزیمم نسبی است نیز، به عنوان فرکانس‌های تشدید سیستم شناخته می‌شوند. نیروهای دوره ای کوچک که نزدیک فرکانس تشدید سیستم هستند به دلیل ذخیره انرژی ارتعاشی توانایی تولید نوساناتی با دامنه زیاد در سیستم را دارند.
پدیده تشدید در انواع ارتعاشات یا امواج رخ می‌دهد، برخی از آنها عبارتند از: تشدید مکانیکی، تشدید صوتی، تشدید الکترومغناطیسی، تشدید مغناطیسی هسته ای (NMR)، تشدید چرخش الکترون (ESR) و تشدید تابع موج کوانتومی.
از سیستم‌های تشدیدی می‌توان برای تولید ارتعاشات با فرکانس خاص استفاده کرد (برای مثال در آلات موسیقی)، یا اینکه فرکانس خاصی را از داخل یک سیستم پیچیده ارتعاشی بیرون کشید (برای مثال در فیلترها).

## بررسی اجمالی
تشدید در عمل معمولا زمانی اتفاق می‌افتد که یک سیستم بتواند انرژی را بین دو یا چند حالت ذخیره‌سازی مختلف (مانند انرژی جنبشی و انرژی پتانسیل در مورد یک آونگ ساده) ذخیره و به راحتی انتقال دهد. با این حال، از چرخه ای به چرخه دیگر تلفاتی وجود دارد که به آن میرایی می گویند. هنگامی که میرایی کوچک است، فرکانس تشدید تقریباً برابر با فرکانس طبیعی سیستم است که فرکانس ارتعاشات غیراجباری است. برخی از سیستم ها دارای فرکانس های متعدد، متمایز و رزونانسی هستند.

## مثال‌هایی از تشدید
یک مثال آشنا یک تاب زمین بازی است که به عنوان یک آونگ عمل می کند. هل دادن فرد در حال نوسان در زمان مناسب با فاصله طبیعی نوسان مناسب (فرکانس تشدید آن) باعث می شود نوسان بالاتر و بالاتر برود (تا حداکثر دامنه نوسان)، در حالی که تلاش برای فشار دادن تاب با سرعتی سریعتر یا آهسته تر از آنچه انجام شد، قوس های کوچکتری ایجاد می کند. این به این دلیل است که وقتی فشارها با نوسانات طبیعی تاب مطابقت دارند، انرژی جذب شده توسط تاب به حداکثر می رسد.
رزونانس به طور گسترده در طبیعت رخ می دهد و در بسیاری از دستگاه ها مورد استفاده قرار می گیرد. این مکانیسمی است که توسط آن تقریباً تمام امواج سینوسی و ارتعاشات ایجاد می شود. بسیاری از صداهایی که می‌شنویم، مانند زمانی که به اجسام سخت فلزی، شیشه ای یا چوبی برخورد می شود، در اثر ارتعاشات تشدید کوتاهی در جسم ایجاد می شوند. نور و سایر تابش های الکترومغناطیسی با طول موج کوتاه توسط تشدید در مقیاس اتمی مانند الکترون در اتم ها تولید می شود. نمونه های دیگر رزونانس:
- مکانیسم‌های زمان‌سنجی ساعت‌ها و ساعت‌های مدرن، به عنوان مثال، چرخ تعادل در ساعت مکانیکی و کریستال کوارتز در ساعت کوارتز
- طنین جزر و مدی خلیج فاندی
- رزونانس های صوتی آلات موسیقی و دستگاه صوتی انسان
- شکستن یک لیوان شراب کریستالی هنگام قرار گرفتن در معرض لحن موسیقی با گام مناسب (فرکانس رزونانس آن)
- اصطلاحات اصطکاکی، مانند ساختن یک شی شیشه ای (شیشه، بطری، گلدان) با مالش دور لبه آن با نوک انگشت به ارتعاش.
- تشدید الکتریکی مدارهای تنظیم شده در رادیو و تلویزیون که امکان دریافت انتخابی فرکانس های رادیویی را فراهم می کند.
- ایجاد نور منسجم توسط رزونانس نوری در حفره لیزر
- تشدید مداری که توسط برخی از قمرهای غول های گازی منظومه شمسی نشان داده شده است
- تشدید مواد در مقیاس اتمی اساس چندین تکنیک طیف‌سنجی است که در فیزیک ماده چگال استفاده می‌شود.
- در هنگام زلزله نیز تشدید رخ میدهید و میتوان ساختمان ها را همانند یک دستگاه جرم و فنر در نظر گرفت.
  - تشدید پارامغناطیسی الکترون (رزونانس اسپین الکترون)
  - اثر موسباور (Mössbauer)
  - تشدید مغناطیسی هسته‌ای

### در موسیقی
اصطلاح تشدید از زمینه آکوستیک نشات گرفته‌ است، به ویژه تشدید مشاهده شده در آلات موسیقی، به عنوان مثال، هنگامی که یک رشته لرزانده می‌شود و تولید صدا می‌کند رشته مجاور نیز شروع به لرزش و نوسان می‌کند. اصلاً عامل اصلی طنین صدا رزونانس است که به صدا تن درخشان و مواج می‌دهد. برای ایجاد این عامل می‌بایست از صفحات نوسانی و انعکاسی بدن که عبارتست از قسمتهای بالای بینی، سقف دهان و مخصوصاً سینه و دیافراگم حداکثر استفاده را برد چون همه اینها مانند صفحه بالای یک پیانو یا جعبه طنین ویولن به صدا رزونانس می‌بخشد.